# Животные (фильм, 2019)
«Животные» (англ. Animals) — драматическая комедия международного производства режиссёра Софи Хайд, снятая в 2019 году с Холлидей Грейнджер и Алией Шокат в главных ролях. Фильм был показан в категории «Premiers» на кинофестивале «Сандэнс» в 2019 году. Экранизация одноимённого романа 2014 года Эммы Джейн Ансворт про историю лучших подруг — Лауры и Тайлер, созависимых алкоголиков, образ жизни которых оказывается под пристальным вниманием с момента помолвки Лауры с Джимом, трезвенником.

## Сюжет
Лаура — писательница, работающая баристой, а её лучшая подруга и соседка по квартире Тайлер — американка, проживающая отдельно от своей семьи. Они обе заядлые тусовщицы, которые живут в Дублине. Им чуть больше двадцати лет, и они ночи напролёт употребляют большое количество вина и наркотиков, иногда занимаются сексом со случайными знакомыми-мужчинами, но, в основном, просто наслаждаются общением друг с другом.
Тайлер — постоянный участник семейных торжеств Лауры, а её беременная сестра, которая позже станет матерью новорождённой дочери, занимает важное место в развитии сюжета и персонажей.
Однако всё меняется, когда Лаура знакомится с концертным пианистом Джимом и вскоре объявляет о своей помолвке. Несмотря на это, она продолжает вести светский образ жизни с Тайлером, но проводит ночи в компании Джима.
Неизбежно меняется динамика различных взаимоотношений, особенно после того, как герои подружились с поэтом Марти, который нравится Лауре, и его кругом друзей-поэтов. Лаура изо всех сил пытается добиться развития в написании романа на протяжении всего фильма.
В жизни каждого из них происходят различные события, и поднимаются важные вопросы о жизни, особенно о роли женщин. Фильм не следует типичному голливудскому финалу с его аккуратным и счастливым разрешением, а заканчивается оптимистично. Лаура понимает, что её творчество начинает развиваться, когда она находит свой путь вперёд.

## В ролях
- Холлидей Грейнджер — Лаура
- Алия Шокат — Тайлер
- Фра Фи — Джим
- Дермот Мёрфи — Марти
- Эми Моллой — Джейн
- Кваку Форчун — Джулиан
- Олуэн Фуэре — Морин
- Пэт Шорт — Билл

## Производство
Режиссёр Софи Хайд рассказала, что именно книга вдохновила её на создание фильма, в котором женщины говорят о своём опыте. По её словам, она редко видела на экране такое открытое и честное обсуждение личных переживаний, и это особенно близко ей, поскольку она сама прошла через подобное. С самого начала работы над фильмом Софи Хайд и Ансворт работали вместе. Фильм был снят в Дублине и его окрестностях, в то время как события книги разворачиваются в Манчестере.
Шокат рассказала, что её привлёк этот фильм, потому что в нём главные роли играют женщины, и она смогла привнести свой жизненный опыт в создание образа. Обе главные актрисы сошлись во мнении, что им было легко работать вместе на съёмочной площадке, потому что они подружились в реальной жизни.
Продюсерами фильма выступили Ребекка Саммертон, Сара Броклхёрст, Кормак Фокс и Софи Хайд. Музыку написали Зои Бэрри и Джед Палмер.

## Прокат
После премьеры на кинофестивале «Сандэнс» в начале 2019 года, на которой комедия получила хорошие отзывы, 5 и 6 апреля 2019 года состоялась австралийская премьера фильма в рамках «поп-ап» мероприятия в Аделаиде.
В июне 2019 года фильм был представлен в рамках кинофестиваля «Сандэнс» в Лондоне. Он вышел в британских кинотеатрах в августе и был хорошо встречен критиками. Премьера в Австралии состоялась 12 сентября 2019 года.

## Критика
Как отметил Сандэнс, «живая игра Шокат придаёт Тайлер анархическую и комическую нотку, которая идеально сочетается с проникновенной игрой Грейнджер в роли конфликтующей и творчески закрытой Лауры».
The Adelaide Review назвал картину «визуально потрясающим и часто удивляющим фильмом».
Кейт Эрлбланд из IndieWire говорит, что Грейнджер и Шокат прекрасно смотрятся вместе, и что фильм показывает «наслаждение беспорядочной жизнью, и множество любовных историй, которые есть в этой жизни». Гай Лодж из Variety назвал комедию коммерческим прорывом и написал о «идеально подобранном составе актёров». Он также подчеркнул, что она выгодно отличается от «более поверхностных и провокационных женских ролей в таких комедиях, как „Девушка без комплексов“».
Лесли Фелперин из The Hollywood Reporter счёл сценарий Ансворта «глубоким в раскрытии сложности женской дружбы».
В Великобритании Бенджамин Ли из The Guardian назвал фильм «таким, о котором зрители будут взахлёб, с восторгом обсуждать его по всему городу, призывая всех остальных немедленно его посмотреть». А Time Out отметил, что «фильм должен понравиться всем, кто его посмотрит».
Рейтинг фильма на сайте Rotten Tomatoes составляет 88 % на основе 64 рецензий по состоянию на октябрь 2024 года.